# Live in Mexico
Live in Mexico is het tweede livealbum van Moon Safari. De muziekgroep uit Skellefteå speelde op het Baja Prog Festival in Teatro del Estado in Mexicali ter promotie van hun studioalbum Himlabacken, volume 1. De muziek is onverminderd progressieve rock vermengd met close harmony.

## Musici
- Simon Åkesson – zang en toetsinstrumenten
- Sebastian Åkesson – zang, toetsinstrumenten
- Pontus Åkesson – zang, gitaar
- Petter Sandström – zang, akoestische gitaar
- Johan Westerlund – basgitaar
- Mikael Israelsson – slagwerk (drummer van band Black Bonzo)

## Muziek
| Nr. | Titel                    | Duur  |
| --- | ------------------------ | ----- |
| 1.  | Too young to say goodbye | 7:38  |
| 2.  | Heartland                | 6:14  |
| 3.  | Barfly                   | 5:05  |
| 4.  | Mega moon                | 8:43  |
| 5.  | A kid called panic       | 15:50 |

| Nr. | Titel                                   | Duur  |
| --- | --------------------------------------- | ----- |
| 1.  | Crossed the Rubicon                     | 10:45 |
| 2.  | Lover’s end part 3: Skellefteå serenade | 24:54 |